# Curcubeul (pictură de Ivan Aivazovski)
Curcubeul (în rusă Радуга, transliterat: Raduga) este o pictură în ulei realizată în anul 1873 de pictorul rus Ivan Aivazovski.

## Descriere
În acest tablou este reprezentată o mare lovită de o furtună violentă, cu un curcubeu abia vizibil la orizont din cauza norilor de furtună. În prim plan sunt văzute două bărci pline cu oameni. În fundal se află o corabie șubredă.